# 川島芳子
川島 芳子（かわしま よしこ、1907年5月24日（光緒33年4月12日） - 1948年3月25日）は、清朝の皇族・第10代粛親王善耆の第十四王女。本名は愛新覺羅顯㺭（あいしんかくら けんし）、字は東珍、漢名は金璧輝、俳名は和子。他に芳麿、良輔と名乗っていた時期もある。
8歳のとき、粛親王の顧問だった川島浪速の養女となり日本で教育を受けた。1927年に旅順のヤマトホテルで、関東軍参謀長の斎藤恒の媒酌で蒙古族のカンジュルジャブと結婚式をあげた。カンジュルジャブは、川島浪速の満蒙独立運動と連携して挙兵し、1916年に中華民国軍との戦いで戦死したバボージャブ将軍の次男にあたり、早稲田大学を中退後1925年「韓紹約」名で陸軍士官学校に入学していた。
結婚生活は長くは続かず、3年ほどで離婚した。その後、芳子は上海へ渡り同地の駐在武官だった田中隆吉と交際して日本軍の工作員として諜報活動に従事し、第一次上海事変を勃発させたといわれているが（田中隆吉の回想による）、実際に諜報工作を行っていたのかなど、その実態は謎に包まれている。
戦後間もなく中華民国政府によって漢奸として逮捕され、銃殺刑となったが、日中双方での根強い人気を反映してその後も生存説が流布された。

## 生涯

### 生い立ち

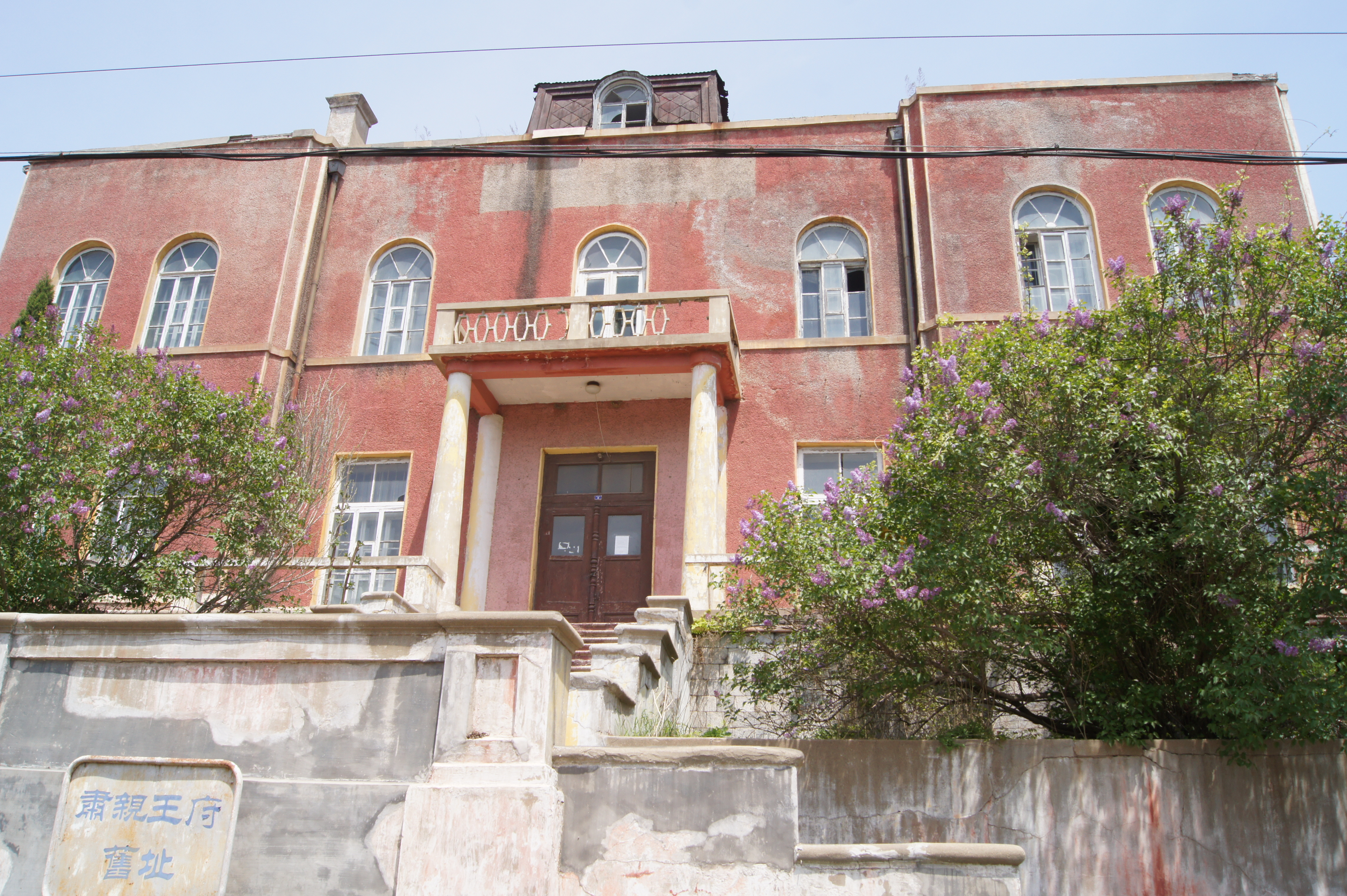
川島芳子が日本に留学するまで過ごした旅順の邸宅（粛親王府跡）

川島芳子こと愛新覺羅顯㺭は粛親王善耆の第十四王女として光緒33年4月12日（西暦1907年5月24日）、北京の粛親王府に生まれた。生母は粛親王の第四側妃。粛親王家は清朝太宗ホンタイジの第一子粛武親王ホーゲを祖とし、建国の功績により親王の位を世襲することが認められた親王家だった（一般の皇族の爵位は一代ごとに親王 →郡王 → 貝勒と降格してゆく）。
字の「東珍」は、日本へ養女にだす際に、東洋の珍客として可愛がられるようにとの願いをこめて粛親王がつけたもの。また漢名の金璧輝は兄金壁東からとったもので、当初は壁だったが、後に芳子本人が璧を用いるようになった。（金壁東の「壁」は「東方の防塁」となれという意味を込めて粛親王がつけたもの）。
顯㺭の養父となる川島浪速は信州松本藩士の子として生まれ、外国語学校支那語科で中国語を学び、1900年の義和団の乱で陸軍通訳官として従軍。日本軍の占領地域における警察機構の創設を評価され、日本軍の撤退後も清朝から雇用され、中国初の近代的警察官養成学校である北京警務学堂の総監督に就任した。
これが縁となり、川島は警察行政を管轄する工巡局管理大臣（後に民政部尚書）粛親王善耆と親交を結んでいた。当時粛親王は日本をモデルにした立憲君主制による近代化改革を目指しており、清朝を保全してロシアの南下を防ごうとする川島浪速の意見に共感した粛親王は、以後急速に川島との関係を深めていく。
1911年に辛亥革命が勃発すると、清朝宮廷内部では主戦派と講和派に分かれて議論が繰り広げられたが、隆裕皇太后が講和派の主張に傾き1912年2月に皇帝退位を決断。退位に反対する粛親王善耆、恭親王溥偉ら皇族は北京を脱出して復辟運動を行った。粛親王は日本の参謀本部の保護を受けて旅順に逃れ、その後家族も川島浪速の手引きで旅順に移った。粛親王一家は旅順では関東都督府より旧ロシア軍官舎を提供され、幼い顯㺭も日本へ行くまでの数年間をそこで過ごした。

### 川島芳子として

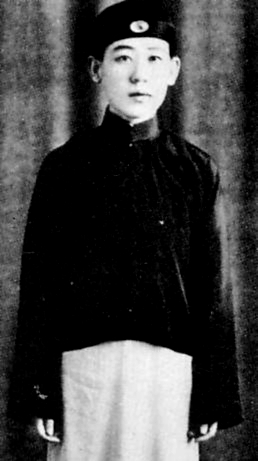
昭和初期の川島芳子

やがて粛親王が復辟運動のために日本政府との交渉人として川島を指定すると、彼の身分を補完し両者の密接な関係を示す目的で、顯㺭は川島の養女とされ芳子という日本名が付けられた。顯㺭を養子に出す際に粛親王は川島に宛てて「君に玩具を進呈する」との手紙を送っている。
1915年に来日した芳子は当初東京赤羽の川島家から豊島師範附属小学校に通い、卒業後は跡見女学校に進学した。やがて川島の転居にともない長野県松本市の浅間温泉に移住し、松本高等女学校（現在の長野県松本蟻ヶ崎高等学校）に聴講生として通学した。陸軍松本連隊の山家亨少尉と恋仲になる。松本高等女学校へは毎日自宅から馬に乗って通学したという。
1922年に実父粛親王が死去し、葬儀参列と遺産分配の話し合いのために長期休学したが、復学は認められず松本高女を中退した。1923年には北京で愛新覚羅溥儀に謁見した。

### 男装の麗人
17歳でピストル自殺未遂事件を起こした後、断髪し男装するようになった。断髪した直後に、女を捨てるという決意文書をしたため、それが日本の新聞に掲載された。芳子の断髪・男装はマスコミに広く取り上げられ、本人のもとへ取材記者なども訪れるようになり、"男装の麗人"とまで呼ばれるようになった。
芳子の端正な顔立ちや、清朝皇室出身という血筋といった属性は高い関心を呼び、芳子の真似をして断髪する女性が現れたり、ファンになった女性が押しかけたりするなど、マスコミが産んだ新しいタイプのアイドルとして、当時の日本でちょっとした社会現象を巻き起こした。

### 結婚と離婚
女を捨てた決意文書と断髪・男装から2年が経った1927年に、芳子は関東軍参謀長だった斎藤恒の仲人で、旅順のヤマトホテルで蒙古族の巴布扎布（パプチャップ）将軍の二男カンジュルジャップと結婚するが、夫の親族となじめず家出し、3年ほどで離婚した。
離婚後に上海に渡った芳子は、1930年に上海駐在武官の田中隆吉少佐と出会い交際するようになる。田中の回想によると、当時田中が上海で行っていた諜報活動に関わるようになったという。また、芳子は後に国民党行政院長だった孫科（孫文の長男）とダンスホールで接触し国民党内部の情報を入手し、この件で孫科は失脚したという。

### 満洲国建国の陰で
1931年9月に関東軍の石原莞爾が日本政府の承認を得ないまま張学良軍を独断で攻撃した満洲事変を引き起こし、11月には清朝最後の皇帝だった愛新覚羅溥儀が、関東軍の要請を受けて天津(溥儀は天津の日本租界に自ら逃げ込んでいた)から満洲へ脱出する。芳子はこの時、溥儀の皇后である婉容を天津から連れ出すことを関東軍から依頼され、婉容を天津から旅順へ護送する任務に携わった。
田中の回想によれば、同年末に関東軍参謀の板垣征四郎からの依頼を受けて、第一次上海事変のきっかけとなった上海日本人僧侶襲撃事件を田中が立案しており、関東軍から提供された2万円を使って中国人を雇って日本人僧侶を襲わせたが、この際に実行役を集め、報酬と引き換えに襲撃を実行させたのが芳子だった、とされている。
ただし、田中隆吉は戦後東京裁判で連合国側の証人として出廷しており、自己の責任を他者に転嫁するなど、その発言の信憑性には疑問が多い。芳子との関係や芳子が諜報活動に携わったというのもどこまでが真実かは不明である。しつこくつきまとう田中に芳子がうんざりしていたという証言もある。上海事変のきっかけに芳子が関わったというのも田中隆吉の回想以外の記録には見られない。
1932年3月に、関東軍が溥儀を執政として満洲国を樹立させると、芳子は新京に置かれた宮廷での女官長に任命されるが、実際に就任することはなかった。同年に芳子をモデルにした村松梢風の小説である『男装の麗人』が発表され、芳子は「日本軍に協力する清朝王女」としてマスコミの注目を浴びるようになる。

### 東洋のマタ・ハリ

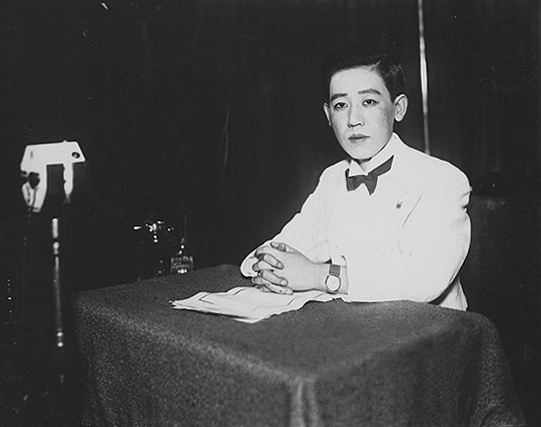
録音スタジオにて

1933年2月になり、関東軍の熱河省進出のため熱河自警団（安国軍または定国軍と呼ばれた）が組織され、芳子が総司令に就任した。このニュースは日本や満州国の新聞で大きく取り挙げられ、芳子は「東洋のマタ・ハリ」、「満洲のジャンヌ・ダルク」などと呼ばれた。断髪時のエピソードや小説の影響から既に知名度が高かった事もあり、芳子は一躍マスコミの寵児となった。
当時はラジオ番組に出演し、余った時間に即興で歌を披露すると、それがきっかけでレコードの依頼があり、『十五夜の娘』『蒙古の唄』などのレコードが発売されるなど、非常に人気があった事が知られている。
作詞者としても1933年に『キャラバンの鈴』（作曲：杉山長谷夫、唄：東海林太郎）というレコードを出している。同年には、小説「男装の麗人」が連載されていた『婦人公論』誌に「僕は祖國を愛す」と題された独占手記も掲載された。
私生活においては、伊東ハンニ（「昭和の天一坊」と騒がれた相場師）と交際したと言われている。
また、水谷八重子など当時の芸能人とも親交をむすんだ。

### 転機

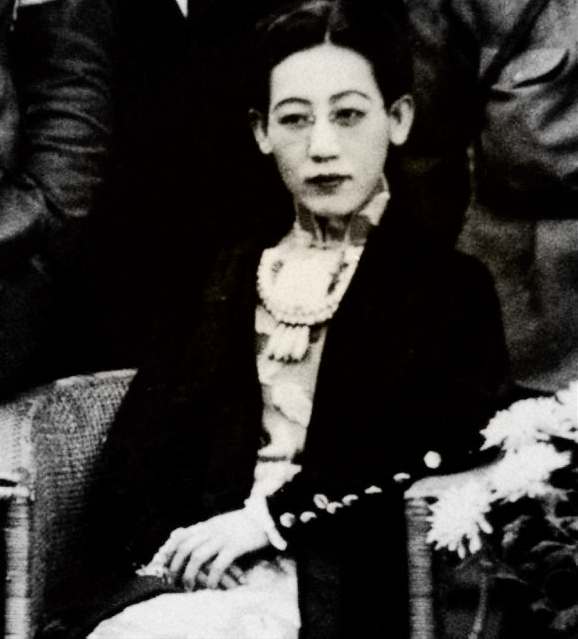
安国軍「金司令」の芳子

1934年当時から、芳子は国内外の講演会などで関東軍の満洲国での振る舞いや、日本の対中国政策などを批判したため、軍部や警察に監視されるようになっていた。マスコミに取り上げられることもこの頃を境に急激に減っていった。
また、鎮痛薬のフスカミンを常習するようになったのもこの時期で、自ら注射器で足に注射している様子が目撃されており、この時期に負った何らかの負傷の鎮痛のため、当時の多くの軍人達と同様に鎮痛剤へ依存するようになった可能性が示唆されている。
1937年7月末に天津が日本軍に占領されると、芳子は同地で料亭「東興楼」を経営し、女将になった。この時期に芳子は、国粋大衆党総裁で外務省・海軍と協力関係にあった笹川良一と交際していたと言われている。

### 孤独
芳子は東興楼時代に知人の紹介で知り合った李香蘭を実の妹のように可愛がり、「ヨコちゃん（芳子がつけた李香蘭の愛称。李香蘭の本名の読みが同じ「よしこ」であったため）」「お兄ちゃん」と呼び合うほど親しい間柄となった。しかししばらく後に、芳子の悪評を耳にした李香蘭の関係者が東興楼への出入りを禁じたため、芳子と李香蘭の間に交流があったのはごく短い期間であった。
これについて李香蘭は自著の中で、軽い気持ちで東興楼へ足を運んだところマネージャーに厳しく叱られ、そしてある時期を境に芳子もよそよそしい態度を取るようになり、会いにくくなったと述べている。その後、李香蘭の元へ芳子から直筆の手紙が届き、そこには「ヨコちゃん、すっかり君も大スターになったな。もう君と会うことは無いだろう。君は自分の好きなこと、信じることだけをやりなさい」「僕のようになってはいけない。今の僕を見てみろ。利用されるだけされて、ゴミのように捨てられる人間がここにいる」と記されていたという。李香蘭は「普段の芳子はプライドが高い厳格な人物であり、心の中にある本音を語るにはこうした方法（手紙）をとるしか無かったのではないか」と述懐している。
また、この頃から芳子は孤独感に満ちた短歌を書くようになった。さらに1941年12月から1945年8月まで日本も参戦した第二次世界大戦中は満州国を出ず、戦時下で目立った活動はしていない。

### 逮捕・処刑
1945年8月の日本敗戦以降、各地に潜伏していた芳子は10月になって北平で中国国民党軍に逮捕され、漢奸（中国語で「国賊」「売国奴」の意）として訴追され、1947年10月に死刑判決が下された。
なお、川島浪速は粛親王の孫娘で芳子の姪にあたる愛新覚羅廉鋁（レンロ）を養女とし、川島廉子（1913年〜1994年）として入籍させた。当時の国民党は、芳子の諜報活動の詳細が明らかになる事で、党内の醜聞が暴露され、急下降していた国民党への評価が決定的に傷付けられてしまう事を恐れ、また1947年時点での国共内戦の戦局は北平周囲の華北一帯が既に中国共産党軍の攻撃にさらされるなど国民党側に不利となりつつあり、溥儀や溥傑などのように愛新覺羅家の一員である芳子を中国共産党が利用する事を恐れ、死刑を急いだと伝えられている。
日本では本多まつ江などが助命嘆願運動を展開したが、日本が連合国の占領下ということもあり間に合わず、1948年3月25日に北平第一監獄の刑場で芳子は銃殺刑に処された。
芳子の遺骨は日本人僧侶の古川大航によって引き取られ、後に信州の浪速のもとへ届けられた。1949年に浪速が死去すると、芳子の遺骨はともに松本市蟻ヶ崎の正麟寺にある川島家の墓に葬られた。

## 辞世の詩
| 「        | 家あれども帰り得ず 涙あれども語り得ず 法あれども正しきを得ず 冤あれども誰にか訴えん | 」 |
| —川島芳子 |                                                                                     |    |

この詩は、芳子が銃殺執行後の獄衣のポケットに残されていた辞世の詩だという。「家あれども帰り得ず　涙あれども語り得ず」という上の二句は芳子が生前好んで揮毫していた句であり、芳子の孤独な心情を表している。

## 家族
- 実父粛親王善耆には5人の夫人との間に38人の子女がいた。粛親王家の子女は清朝復辟に望みをかける善耆の意向により、日本語教育を受け、多くが日本留学をしている。満蒙独立運動に父の名代として参加し、満洲事変で東北交通委員会副委員長、満洲国時代に新京特別市長、黒竜江省長、満州映画協会理事長などを歴任した金壁東は善耆の第七子である。
- 善耆の第十七女愛新覚羅顕琦（あいしんかくら けんき）は、自伝『清朝の王女に生れて』（中央公論社、1986年、中公文庫新版　2002年）を出版している。また、善耆の長子憲章の娘で川島芳子の姪にあたる廉鋁（日本名川島廉子）の娘川島尚子が母の伝記『望郷　日中歴史の波間に生きた清朝王女・川島廉子の生涯』（集英社 2002年）を出している。
- 現代中国の画家愛新覚羅連経は善耆の第十六子憲方の子で川島芳子の甥にあたる。『愛新美術館』（広島県竹原市田万里町）には連経氏をはじめ一族の作品が所蔵されている。
- 『溥傑自伝』（河出書房新社、1995年）を翻訳した翻訳家金若静は善耆の第十二女顕珴の娘である。

## 記念室
1998年、芳子の没後50周年に芳子が少女時代を過ごした長野県松本市の日本司法博物館内に芳子の書や遺品などを展示した資料室「川島芳子記念室」が開設され、芳子の女学生時代の友人や関係者が芳子のゆかりの品などを寄贈した。記念室は毎年川島芳子が銃殺された3月25日頃の週末に「川島芳子を偲ぶ会」を開催し、長野県内外から多数の人が集っている。また、記念室は2001年に芳子が私的に書き残していた和歌を歌集『真実の川島芳子』として出版するなどの活動を行っている。
日本司法博物館は2002年以降松本市に引き継がれ「たてもの野外博物館松本市歴史の里」と改称、2007年4月末に改装を終えてリニューアルオープンした。川島芳子記念室は歴史の里内の展示棟にある。

## 川島芳子生存説
芳子は銃殺執行直後から替え玉説が報じられ、その後も長く生存説がささやかれてきた。近年では、中華人民共和国の民間団体や日本の報道検証番組などが1970年代まで生存していたという説を唱えているが、科学的証拠を欠いており風説の域を出ていない。

### 生存説の源流
処刑直後から芳子の生存説が流れたのは、処刑から遺体公開までに以下の不審点があったためとされる。
1. 漢奸の処刑は通常なら公開で行われるが、芳子は早朝に非公開で行われた。
2. 執行後に公開された遺体は、銃弾が頭部を貫通、顔面を激しく損傷しており、容貌の正確な判別は困難だった。
3. 処刑数日前に面談したAP通信のジャーナリストによると、芳子の髪型は短髪だったが、処刑後の写真に写っている遺体の髪は肩ほどまでの長さがあった。
4. 処刑直後に中華民国の新聞各紙が報じたところによると、監獄に芳子と同年代で、重病で余命いくばくもない女性がおり、その母親が監獄関係者から、娘を身代わりに差し出すことを持ちかけられ、母親は金の延べ棒10本で娘を身代わりにすることを承諾した。しかし、実際には4本しか受け取ることができなかったため、遺族がマスコミに告発したという。国民党政府はこの報道をデマだと否定する声明を発表したが、国共内戦に敗れた国民党が台湾に逃れる過程でうやむやになった。
5. 生存説を重視したGHQは、各地に調査員を派遣して関係者に聞き取りをするなどの調査を行ったが結論は出ず、国共内戦で調査は打ち切られた。GHQの調査報告書はアメリカ国立公文書館に保管されている。
6. 実妹愛新覚羅顕琦は、自伝『清朝の王女に生れて』で処刑直後の写真を見たが、芳子本人に間違いないと主張。替え玉報道が出たことについては、処刑現場にはアメリカ人記者のみが入ることを許され、中国人記者が閉め出されたため、腹いせに替え玉説を書いたという見方を示している。

### 1950年代に死亡説
2003年放送のクイズ番組「世界痛快伝説!!運命のダダダダーン!」（朝日放送）に中華人民共和国在住の芳子の娘と自称する女性が出演した。女性によると、監獄から脱出した芳子は日本人男性と再婚して娘を出産したが、1950年代に暴漢に襲われて両親が殺害され孤児になったという。

### 周恩来の「○」説
陸軍特務機関隊員だった吉薗周蔵の手記によると、戦後周恩来に面会する日本人に、彼に会ったら川島の生死を尋ねてほしいと頼んだ。その日本人が周に尋ねたところ、彼は「そんな事は答えられるわけはないでしょう」と言いながら、指先で○を描き、「このとおりですよ」とだけ言ったという。○は「丸」に通じ、漢語では「完」と同音である。

### 方おばあさん説
2008年11月に、芳子は旧満州国警察学校関係者に匿われ、「方姥（方おばあさん）」と名乗って吉林省長春市に住み、1978年に死去したと証言する女性が現れ、調査が開始された。中国メディアも注目し、日本の産経新聞も調査に協力した長春大学講師野崎晃市との詳細なインタビュー記事を掲載した。
2009年3月4日のテレビ信州による報道では、芳子が生存していたと証言する女性が、2009年3月に中華人民共和国の民間調査団と共に長野県松本市にある松本市歴史の里（川島芳子記念館）を訪れ、芳子の生前の写真を見て「幼少期に教育を受けた方おばあさんと芳子の目と鼻はよく似ているが、断定できるかと言われると言い切れない」と話している。
2009年4月13日放送の『報道発 ドキュメンタリ宣言 昭和史最大のスクープ 男装の麗人・川島芳子は生きていた! 2時間スペシャル』（テレビ朝日放送）によると、死刑の前日に買収された軍人から「執行兵の銃は空砲です、銃声と共に倒れる振りをして下さい」と芳子に説明があり、死刑は通常どおりの公開処刑ではなく非公開で行われ、アメリカ人記者2人だけが立ち入りを許可されたがカメラを取り上げられ、芳子の処刑直後に遺体は毛布に包まれ、検死室に送られた、との事である。
数時間後に肩まで髪が伸びた女性の遺体が芳子の遺体とされ、公にさらされた。余命いくばくもなく、芳子の身代わりとなった女性の遺族には金の延べ棒10本が渡され、役人や軍隊にも贈賄されたという。
この記録はアメリカ国立公文書館に保存されていたと報道され、金の延べ棒は「おそらく愛新覚羅家が用意した」と芳子の遠縁にあたる愛新覚羅家の人物が答えているとされる。
1948年、旧満州国警察学校関係者に連れられた老婆に変装した芳子は、ゆかりのあった元満鉄幹部の日本語通訳の男性の家を突然訪れ、以後はその男性に匿われ、夏の数ヶ月を長春近郊の新立城という小さな村で過ごし、冬になると浙江省にある天台宗国清寺で隠れるように生活していたという。
芳子は村の人たちから「方おばあさん」と呼ばれており、この女性に幼い頃育てられたという、1967年生まれの女性画家が登場した。この女性は「方おばあちゃんは李香蘭（山口淑子）のレコードが擦り切れるほど聞いていた」と証言し、「このレコードをいつか李香蘭に届けてほしい」と遺言されていたとコメントした。女性は実際に来日して山口に面会し、遺言のレコードを手渡した。その際、山口は方おばあちゃんの肖像画を見て「高くスッとした鼻筋は、お兄ちゃん（芳子）に間違いない」と証言した。
証言女性によると、方おばあさんは殆ど家から出ることもなく、家で写経をしたりお経を読んで過ごしていた。訪ねてくる人も殆ど居なかったが、誰かからの援助を受けていたらしく、生活に困っていた様子はなく、決して贅沢な暮らしではないが常に身奇麗にしていたという。
方おばあさんは1978年に死去し、葬式では本人の遺言どおり匿った男性と養育された女性が『蘇州夜曲』を歌って見送り、三回忌の後、国清寺に葬られた。国清寺では「帰依証」も授けられており、お寺の人たちからは方居士とよばれていた。

#### 鑑定の内容と結果
処刑された時に公表された写真と芳子の生前の写真との比較
テレビ朝日の番組内では、芳子の処刑直後の遺体写真から骨格を再現し、生前の芳子の写真からも骨格を再現し、処刑時の写真と比較した。
芳子はなで肩であるのに対し、遺体の再現骨格はいかつい肩をしており、他にも二の腕の長さの違いや骨盤が遺体写真のものは大きく経産婦だと思われることなどから、「公開された遺体の骨格と生前の芳子の骨格が同一人物である確率は1%以下であり、別人である」という結論を出した。
方おばあさんの遺品
方おばあさんの遺品から指紋採取を試みたが、方おばあさんの指紋は検出されず鑑定できなかった。
国清寺の遺骨
国清寺の納骨堂には、方おばあさんのものと思われる「方覚香」と書かれた箱に収められた遺骨があり、この遺骨を用いて芳子の親族のDNA型との比較が試みられたが、遺骨の状態が悪かったため鑑定できなかった。ただし国清寺の「方覚香」の遺骨が方おばあさんのものであるという根拠はなく、単に方姓の別人の遺骨である可能性もあり、その場合最初から意味の無い鑑定だった事になる。
上記のように、現時点では方おばあさんの指紋、DNAのいずれも採取されておらず、川島芳子＝方おばあさんという科学的証拠は得られていない。

#### 長春市地方志編纂委員会による調査結果
2009年10月1日、長春市政府の設立した地方志編纂委員会による調査結果が公表され、「方おばあさん説」を明確に否定した。同委員会が方おばあさんに卵を届けていた農民陳良を探して調査したところ、陳良は方おばあさんの名前は「方麗蓉」で張鈺の祖母庄桂賢と同一人物であると証言した。また、陳良は方おばあさんの名前について、「段家の人間なら誰でも知っているはずだ」とし、張鈺が方おばあさんの名前を知らないと言っていることに対して、「自分の実のおばあさんの名前を知らないわけはない」と証言した。これは張鈺らがこれまで主張してきたことと大きく矛盾する。また、陳良は方おばあさんについて、身長は1.67メートルだったと証言している。芳子の身長はそれほど高くなく、そこからも芳子と方おばあさんが別人であったことが示されている。同委員会の調査ではさらに、「方麗蓉」は段連祥の妻庄桂賢が仏教に帰依した際の仮名で、仏教徒の庄桂賢は長春の般若寺の仏教活動に参加し、夏の間は新立城に住んでいたが、芳子とは全く関係がないと結論付けた。
これに対して張鈺側は長春市地方志編纂委員会の発表は事実無根の中傷であると反論し、さらに張鈺側は長春市地方志編纂委員会に対する訴訟を起こそうとしたが、同委員会への行政訴訟が却下されたため、2010年2月9日、同委員会の孫彦平らが調査団関係者を脅した、などとして同委員会メンバー個人への民事訴訟を起こした。しかし、訴訟の関連状況を立証できず2011年2月16日、調査団長の李剛はやむなく自ら訴えを取り下げた。

### 台湾で公表された処刑関係文書
2009年12月、中華民国の国史館が所蔵する文書の中に中華民国政府による芳子の処刑に関する調査資料があることが明らかになった。その中で監獄関係者は刑は確かに執行され、芳子に間違いはないと証言している。なお、台湾では2010年5月11日から29日に台北の国立国父紀念館で、法務部と行政院研究発展考核委員会の共同開催による貴重档案展覧会を開催し、その中で芳子の処刑に関する文書を一般公開したことを中華民国駐外単位聨合網站（台湾政府の公式サイト）が明らかにした。処刑関係文書では、「多くの目が見ており、身代わりを立てて騙す余地はなかった」「検察官が検死官を伴い3回検死確認を行った」などと記されており、同サイトは生存説は「事実と乖離した虚構」であり、芳子の生死の謎については決着がついたと結論付けている。処刑関係文書は6月18日から7月8日には高雄市歴史博物館でも公開される。

## 史料

### 自伝及び歌集
- 川島芳子『動乱の蔭に　私の半生記』時代社 1940年。
伝記叢書259・大空社、1997年（「獄中記」と併せ復刻）
  - 「人間の記録」日本図書センター、2012年。ISBN 978-4284700702
  - 中公文庫（解説寺尾紗穂）、2021年。ISBN 978-4122071094
- 『真実の川島芳子 秘められたる二百首の詩歌』 川島芳子記念室／穂苅甲子男編著、プラルト 2001年

### 関係者の証言など
- 林杢兵衛編『川島芳子獄中記 川島芳子手記』東京一陽社 1949年、1998年川島芳子記念室編で復刻版。
- 西沢教夫『上海へ渡った女たち』新人物往来社　1996年
- 園本琴音『孤独の王女 川島芳子』智書房 2004年

## 川島芳子を題材とした作品

### 伝記文学
- 村松梢風『男装の麗人』（中央公論社 1933年、リバイバル<外地>文学選集第3巻として大空社より復刻 1998年）
- 楳本捨三『妖花川島芳子伝 銃殺こそわが誇り』（秀英書房 1984年ほか）
- 上坂冬子『男装の麗人・川島芳子伝』 （文藝春秋 1984年、文春文庫 1988年、『女たちが経験したこと 昭和女性史三部作』として中央公論新社 2000年）
- 渡辺龍策『川島芳子その生涯 見果てぬ滄海(うみ)』（徳間文庫 1985年）
- 林えり子『仮装- 男装の麗人 川島芳子』 (集英社 1989年、『清朝十四王女 川島芳子の生涯』としてウェッジ文庫 2007年）
- 村松友視『男装の麗人』（恒文社21、2002年）祖父である村松梢風の小説のリライト。
- 岸田理生『戯曲　終の栖　仮の宿・川島芳子伝』（而立書房 2002年）
- 寺尾紗穂『評伝 川島芳子 男装のエトランゼ』（文春新書、2008年）
- 太田尚樹『愛新覚羅王女の悲劇 川島芳子の謎』（講談社　2009年）
- 相馬勝『川島芳子 知られざるさすらいの愛』 （講談社 2012年）

### 小説
川島芳子が主人公の小説
- 『夕日よ止まれ』（胡桃沢耕史、徳間書店、1993年）
- 『生きている理由』（松岡圭祐、講談社、2017年）

芳子の生誕から、断髪、男装までを描く。また、「君に玩具を進呈する」の手紙や、山家亨少尉なども登場している。
川島芳子が登場する小説
- 『乱の王女：1932 愛と悲しみの魔都・上海』（生島治郎、集英社、1991年）
- 『あじあ号、吼えろ！』（辻真先、徳間書店、2000年）
- 『火の鳥・大地篇』（桜庭一樹、朝日新聞出版、2021年）
- 『石の庭』(Jardin des Rochers)（ニコス・カザンザキス、読売新聞出版、1978年）川島芳子が投影されていると思われる人物ヨシロが登場する。

### 舞台
- 『男装の麗人』（1932年、演：初代水谷八重子）
- 『見果てぬ蒼海』（1985年、演：松あきら）
- 『ミュージカル李香蘭』（演：保坂知寿、山崎佳美、濱田めぐみ）
- 『MANCHURIA－贋・川島芳子伝』（2000年、演：椿真由美）
- 『怪盗ルパン・満州奇岩城篇〜川島芳子と少年探偵団〜』（演出：高取英、演：2001年野口員代、2009年紫乃原実加）
- 『薔薇の仮面―川島芳子―』（演：2003年酒井悠三子、2006年永吉雅代）
- 『愛しき人よ』（2004年、演：紫城るい）
- 『王女伝説―川島芳子の生涯―』（2006年、演：美咲蘭）
- 『男装の麗人伝説』（2006年、演：堀江真理子）
- 『満洲國の黄金の都市―幻影の王道楽土―』（2007年、演出：木内稔、演：中路美也子）
- 『貴城けいオンステージ2009』第一部劇中劇にて（2009年、演出：高平哲郎、演：貴城けい）
- 『激動－GEKIDO－』（2013年、演出：ダニエル・ゴールドスタイン、演：水川あさみ）
- 『魔都夜曲』（2017年、作：マキノノゾミ、演出：河原雅彦、演：壮一帆）
- 『李香蘭　花と華』（2023年、脚本:岡本貴也、演出:良知真次、演:飛龍つかさ、玉置成美・Wキャスト）

### 映画
川島芳子が主人公の映画
- 『満蒙建国の黎明』（1932年、監督：溝口健二、演：入江たか子）
- 『燃える上海』（1954年、北星、監督：今泉善珠、演：川路龍子）
- 『戦雲アジアの女王』（1957年、新東宝、監督：野村浩将、演：高倉みゆき）
- 『女スパイ・川島芳子』（1989年、中国、監督：何平、演：張暁敏）
- 『川島芳子』（1990年、香港、監督：エディ・フォン、演：アニタ・ムイ）

川島芳子が登場する映画
- 『ラストエンペラー』（1989年、イタリア・イギリス・中国、監督：ベルナルド・ベルトルッチ、演：マギー・ハン）
- 『ゴッド・ギャンブラー3』（1991年、香港、監督：バリー・ウォン（王晶）、演：黄韻詩）
- 『シベリア超特急3』（2001年、監督：水野晴郎、演：大浦みずき）
- 『海辺の映画館―キネマの玉手箱』（2020年7月31日、監督：大林宣彦、演：伊藤歩）

### テレビドラマ
川島芳子が主人公のテレビドラマ
- 『男装の麗人〜川島芳子の生涯〜』（2008年、テレビ朝日、演：黒木メイサ、真矢みき、八木優希）

川島芳子が登場するテレビドラマ
- 『さよなら李香蘭』（1989年、フジテレビ、演：山田邦子）
- 『流転の王妃・最後の皇弟』（2003年、テレビ朝日、演：江角マキコ）
- 『末代皇妃〜紫禁城の落日〜』（2003年、中国、演：李鈺）
- 『李香蘭』（2007年、テレビ東京、演：菊川怜）

### 漫画
- 『虹色のトロツキー』（1991年 - 1997年、潮出版、安彦良和）
- 『虹のナターシャ』（1995年、講談社、作画：大和和紀、原作：林真理子）
- 『極光ノ銀翼』 第2巻 7th Mission - 8th Mission 『第十四王女の罪』(前編・後編) 、松田未来（2013年 - 2015年 、画楽ノ杜連載、2015年 単行本）
- 『昭和天皇物語』（2017年 - ビッグコミックオリジナル連載、小学館、作画 能條純一：原作 半藤一利「昭和史」、脚本：永福一成、監修：志波秀宇）
- 『川島芳子は男になりたい』（2019年 - 2021年、講談社、田中ほさな）

### アニメーション
- 『機神兵団』

山田正紀の小説を下敷きにし1992年から1993年にかけて作られたOVA作品。川島芳子をリスペクトした「藤嶋芳子」なるアニメオリジナルキャラクターが登場する。

### ゲーム
- 『シャドウハーツ』（2001年、演：中山さら）
  - 川島芳子をモデルとした「川島よし子」というキャラクターが登場。
- 『シャドウハーツII」（2004年、演：清水こずえ）
  - 上記の「川島よし子」とは別人として、来日当時の少女時代を脚色した「川島芳子」が登場。
- 『魔都拳侠傳 マスクド上海』（2008年、演：草村ケイ）

### 引用
1. ↑  粛親王の顧問だった川島浪速の名前は、陸軍省・外務省の公文書中にも記録されている。
  - 『陸軍省大日記 明治37年 臨密書類 陸軍省』清国駐屯軍司令官仙波太郎 明治36年9月20日

『陸軍省受領臨密受第九一号　清国駐屯軍司令部普参発第一〇〇号』

兵器払下ニ関スル件ニ付伺

別紙之兵器今般北京警務学堂用トシテ購買致度旨粛親王ノ内命ヲ含ミテ警務顧問川島浪速氏ヨリ本官迄相談有之候尤モ警務学堂ニ在テハ目下之処右兵器費ノ全額ヲ一時ニ支払フ可キ余裕無之候得共本年乃至明年ニ於テ数回ニ渉リ之ヲ調弁スルハ成シ得ルノ境涯ニ有之趣ニ候就テハ警務学堂ノ照会通リ御許諾相成儀ニ候哉若シ御認可相成候ハ兵器価格ノ点ハ勉メテ低廉ニ又其授受ニ際シテハ可成＠ケ請雑費ヲ減少スルタメ商人ノ手ヲ煩ハサザル様特ニ御詮議相成度此段及伺候也

明治三十六年九月二十日　清国駐屯軍司令官仙波太郎　陸軍大臣寺内正毅殿
  - 『外務省記録 北京情報／機密ノ部』 在清国帝国公使館 明治42年01月19日

『明治四十二年二月一日接受 主管政務局 第一課 第七号 （明治四十二年一月十九日） 

北京情報 機密ノ部 在清国 帝国公使館 機密受第３２３号 北京機密情報 第七号

袁世凱免官ニ関スル粛親王ノ談話

袁世凱ノ免官一件ニ関シ粛親王カ川島警務学堂監督ニ語リタル所ナリトテ同人ノ報ゼル事項ノ要領ハ当時電報ニ及ヒタルガ其詳細左ノ如シ 袁世凱ガ今回ノ処分ニ逢ヒタルハ全ク兼テ摂政王ノ感情ヲ害シ居ルコト甚シカリシニ因ルモノナリ即チ康有為事変ニ於テ袁ノ一挙両宮ノ不和ヲ醸シ先帝ヲ憂鬱ノ間ニ幽居セシムルニ至リタル
2. ↑  満州では関東軍の庇護を受けていた芳子だったが、日本国内では要注意人物と頻繁に接触する人物として、長期に渡り警察の監視対象とされていた記録が残されている。
  - 『外務省記録 要視察人関係雑纂／本邦人ノ部 第九巻』警視総監大野緑一郎 昭和7年3月22日 内務大臣犬養毅 外務大臣芳澤謙吉宛

三二、 外秘第七〇六号 昭和七年三月二十二日 警視総監 大野緑一郎 内務大臣 犬養毅殿 外務大臣芳澤謙吉殿 大阪、兵庫、山口、長崎、 各府県知事殿 関東、朝鮮各警務局長殿 満州帰来容疑邦人ノ入京ニ関スル件 本籍長崎県東彼杵郡萱瀬村三二八 住所府下杉並町高円寺九四一 無職（元政友会代議士）今里準太郎 当四十七年 右者首題ニ関シ外第三月十二日特一五九八号、山口県通報アリタル処本名ハ途中大阪ニ下車同地梅田ホテルニ滞在、資金調達ノ為メ同地ニ於テ小石川区表町一〇九小田切喜代治等ト共ニ交渉シ居リタリト称シ三月十九日入京帰来セルカ同人ハ昭和二年中全亜細亜連盟ヲ組織シタルコトアリ又客年四月十六日外秘第九九〇号、既報ノ通リ故粛親王ニ女川島芳子事顕子ト神田錦町芳千閣ホテルヘ同宿シテ〜
  - 『外務省記録 要視察人関係雑纂／本邦人ノ部 第十四巻』京都府知事 鈴木敬一 昭和12年3月9日 外務省 京都府

四三、 二特収秘第一五九号 昭和十二年三月九日 京都府知事 鈴木敬一 内務大臣河原田稼吉殿 外務大臣佐藤尚武殿 関東局警務部長殿 関東州庁警察部長殿 各庁府県長官殿（警視庁、大阪、兵庫、福岡山口） 在上海内務書記官殿 外事関係容疑者身元調査ニ関スル件 本籍 京都市東山区問屋町五条下ル 住所 同左京区下鴨宮河町 自称満鉄上海北洋魚業重役 大塚博国コト大塚久三 右者昭和八年五月肩書地ニ来住シ一定ノ職ナク常ニ満、支方面ニ旅行シ又曩ニ来邦セル満州国龍江省長金壁東ノ入洛ニ際シテハ何等関係ナキニ不拘種ク世話ヲナシ或ハ川島浪速、及川島芳子等ノ入洛ノ際モ之等ヲ自宅ニ宿泊セシメ之等ノ者ト親交アル如キ態度ヲ取ル処近隣ノ者ニ対シ自分ハ支那沿岸ニ〜